# Tiro nos Jogos Olímpicos de Verão de 2020 - Pistola de ar 10 m misto por equipes
A competição da pistola de ar 10 m misto por equipes do tiro nos Jogos Olímpicos de Verão de 2020 foi disputada em 27 de julho de 2021 no Campo de Tiro de Asaka, em Tóquio. Foi a estreia da prova como evento olímpico e contou com um total de 40 atiradores de 15 Comitês Olímpicos Nacionais (CON).

## Calendário
Horário local (UTC+9)
| Data                | Horário | Fase                |
| ------------------- | ------- | ------------------- |
| 27 de julho de 2021 | 9:00    | Qualificação fase 1 |
| 27 de julho de 2021 | 9:45    | Qualificação fase 2 |
| 27 de julho de 2021 | 11:00   | Disputa pelo bronze |
| 27 de julho de 2021 | 11:35   | Final               |

## Medalhistas
| Ouro   | CHN Jiang Ranxin e Pang Wei                   |
| Prata  | ROC Vitalina Batsarashkina e Artem Chernousov |
| Bronze | UKR Olena Kostevych e Oleh Omelchuk           |

## Recordes
Antes desta competição, os seguintes recordes eram estabelecidos:
| Recordes da qualificação | Recordes da qualificação        | Recordes da qualificação | Recordes da qualificação | Recordes da qualificação |
| ------------------------ | ------------------------------- | ------------------------ | ------------------------ | ------------------------ |
| Recorde mundial          | Manu Bhaker / Saurabh Chaudhary | 586                      | Munique                  | 30 de maio de 2019       |
| Recorde olímpico         | Não estabelecido                | –                        | –                        | –                        |

Após a competição, os seguintes recordes foram estabelecidos:
| Recorde          | Tipo         | Atiradores                          | Marca | Local  | Data                |
| Recorde olímpico | Qualificação | IND Manu Bhaker / Saurabh Chaudhary | 582   | Tóquio | 27 de julho de 2021 |

## Resultados

### Qualificação fase 1
| Pos. | Atiradores              | CON                | Séries | Séries | Séries | Total   | Notas |
| Pos. | Atiradores              | CON                | 1      | 2      | 3      | Total   | Notas |
| ---- | ----------------------- | ------------------ | ------ | ------ | ------ | ------- | ----- |
| 1    | Manu Bhaker             | IND Índia          | 97     | 94     | 95     | 582-26x | Q,    |
| 1    | Saurabh Chaudhary       | IND Índia          | 98     | 100    | 98     | 582-26x | Q,    |
| 2    | Vitalina Batsarashkina  | ROC                | 96     | 95     | 98     | 581-19x | Q     |
| 2    | Artem Chernousov        | ROC                | 98     | 97     | 97     | 581-19x | Q     |
| 3    | Jiang Ranxin            | CHN China          | 97     | 97     | 98     | 581-19x | Q     |
| 3    | Pang Wei                | CHN China          | 97     | 97     | 95     | 581-19x | Q     |
| 4    | Olena Kostevych         | UKR Ucrânia        | 95     | 98     | 99     | 580-20x | Q     |
| 4    | Oleh Omelchuk           | UKR Ucrânia        | 96     | 99     | 93     | 580-20x | Q     |
| 5    | Zorana Arunović         | SRB Sérvia         | 96     | 96     | 96     | 577-17x | Q     |
| 5    | Damir Mikec             | SRB Sérvia         | 97     | 96     | 96     | 577-17x | Q     |
| 6    | Dina Aspandiyarova      | AUS Austrália      | 96     | 96     | 93     | 576-17x | Q     |
| 6    | Daniel Repacholi        | AUS Austrália      | 98     | 95     | 98     | 576-17x | Q     |
| 7    | Wang Qian               | CHN China          | 93     | 96     | 94     | 576-13x | Q     |
| 7    | He Zhengyang            | CHN China          | 98     | 98     | 97     | 576-13x | Q     |
| 8    | Hanieh Rostamian        | IRI Irã            | 96     | 97     | 93     | 575-18x | Q     |
| 8    | Javad Foroughi          | IRI Irã            | 95     | 99     | 95     | 575-18x | Q     |
| 9    | Choo Ga-eun             | KOR Coreia do Sul  | 97     | 94     | 95     | 575-13x |       |
| 9    | Jin Jong-oh             | KOR Coreia do Sul  | 97     | 96     | 96     | 575-13x |       |
| 10   | Sandra Uptagrafft       | USA Estados Unidos | 99     | 95     | 96     | 573-12x |       |
| 10   | James Hall              | USA Estados Unidos | 95     | 93     | 95     | 573-12x |       |
| 11   | Kim Bo-mi               | KOR Coreia do Sul  | 94     | 96     | 98     | 573-11x |       |
| 11   | Kim Mo-se               | KOR Coreia do Sul  | 94     | 96     | 95     | 573-11x |       |
| 12   | Carina Wimmer           | GER Alemanha       | 94     | 92     | 95     | 571-19x |       |
| 12   | Christian Reitz         | GER Alemanha       | 95     | 99     | 96     | 571-19x |       |
| 13   | Tsolmonbaataryn Anudari | MGL Mongólia       | 93     | 95     | 90     | 571-15x |       |
| 13   | Enkhtaivany Davaakhüü   | MGL Mongólia       | 99     | 98     | 96     | 571-15x |       |
| 14   | Laina Pérez             | CUB Cuba           | 93     | 92     | 95     | 568- 9x |       |
| 14   | Jorge Grau              | CUB Cuba           | 96     | 94     | 98     | 568- 9x |       |
| 15   | Margarita Chernousova   | ROC                | 93     | 94     | 89     | 566-19x |       |
| 15   | Anton Aristarkhov       | ROC                | 96     | 95     | 99     | 566-19x |       |
| 16   | Alexis Lagan            | USA Estados Unidos | 93     | 91     | 94     | 565-17x |       |
| 16   | Nick Mowrer             | USA Estados Unidos | 95     | 95     | 97     | 565-17x |       |
| 17   | Yashaswini Singh Deswal | IND Índia          | 95     | 95     | 91     | 564-10x |       |
| 17   | Abhishek Verma          | IND Índia          | 92     | 94     | 97     | 564-10x |       |
| 18   | Radwa Abdel Latif       | EGY Egito          | 93     | 93     | 96     | 563-11x |       |
| 18   | Samy Abdel Razek        | EGY Egito          | 91     | 96     | 94     | 563-11x |       |
| 19   | Olfa Charni             | TUN Tunísia        | 92     | 93     | 92     | 561-15x |       |
| 19   | Ala Al-Othmani          | TUN Tunísia        | 98     | 93     | 93     | 561-15x |       |
| 20   | Satoko Yamada           | JPN Japão          | 91     | 94     | 92     | 559-11x |       |
| 20   | Kojiro Horimizu         | JPN Japão          | 94     | 95     | 93     | 559-11x |       |

### Qualificação fase 2
| Pos. | Atiradores             | CON           | Séries | Séries | Total   | Notas |
| Pos. | Atiradores             | CON           | 1      | 2      | Total   | Notas |
| ---- | ---------------------- | ------------- | ------ | ------ | ------- | ----- |
| 1    | Jiang Ranxin           | CHN China     | 97     | 95     | 387-10x | QO    |
| 1    | Pang Wei               | CHN China     | 97     | 98     | 387-10x | QO    |
| 2    | Vitalina Batsarashkina | ROC           | 97     | 95     | 386-15x | QO    |
| 2    | Artem Chernousov       | ROC           | 96     | 98     | 386-15x | QO    |
| 3    | Olena Kostevych        | UKR Ucrânia   | 97     | 98     | 386-13x | QB    |
| 3    | Oleh Omelchuk          | UKR Ucrânia   | 97     | 94     | 386-13x | QB    |
| 4    | Zorana Arunović        | SRB Sérvia    | 97     | 96     | 384-11x | QB    |
| 4    | Damir Mikec            | SRB Sérvia    | 95     | 96     | 384-11x | QB    |
| 5    | Hanieh Rostamian       | IRI Irã       | 92     | 94     | 382-13x |       |
| 5    | Javad Foroughi         | IRI Irã       | 96     | 100    | 382-13x |       |
| 6    | Wang Qian              | CHN China     | 95     | 95     | 380-12x |       |
| 6    | He Zhengyang           | CHN China     | 97     | 93     | 380-12x |       |
| 7    | Manu Bhaker            | IND Índia     | 92     | 94     | 380-11x |       |
| 7    | Saurabh Chaudhary      | IND Índia     | 96     | 98     | 380-11x |       |
| 8    | Dina Aspandiyarova     | AUS Austrália | 94     | 95     | 380-11x |       |
| 8    | Daniel Repacholi       | AUS Austrália | 95     | 96     | 380-11x |       |

### Finais

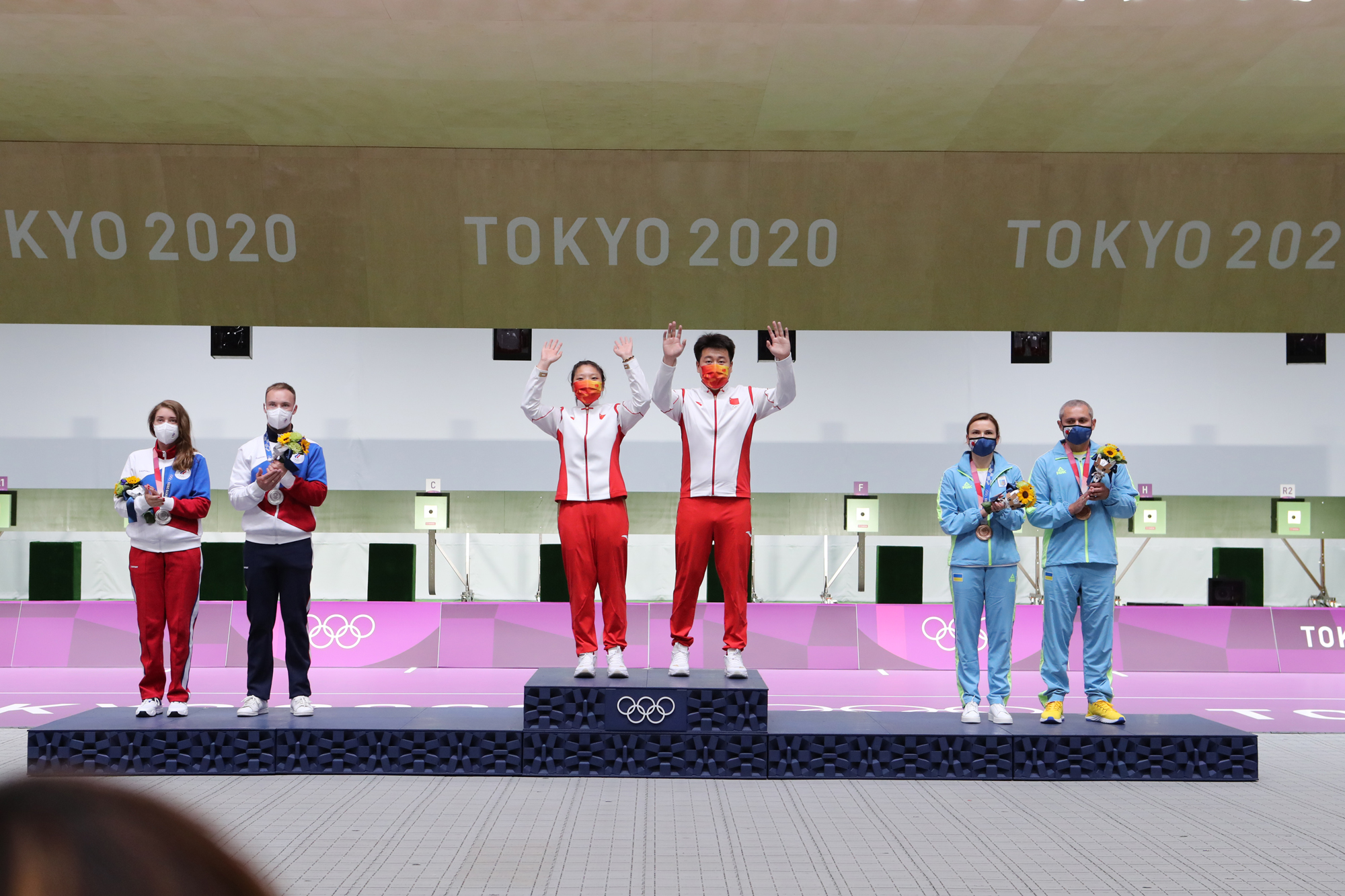
Pódio da prova

| Pos.                | Atiradores                              | CON         | Total |
| ------------------- | --------------------------------------- | ----------- | ----- |
| Disputa pelo ouro   |                                         |             |       |
| Medalha de ouro     | Jiang Ranxin Pang Wei                   | CHN China   | 16    |
| Medalha de prata    | Vitalina Batsarashkina Artem Chernousov | ROC         | 14    |
| Disputa pelo bronze |                                         |             |       |
| Medalha de bronze   | Olena Kostevych Oleh Omelchuk           | UKR Ucrânia | 16    |
| 4                   | Zorana Arunović Damir Mikec             | SRB Sérvia  | 12    |